# Берестяний Олександр Миколайович
Берестяний Олександр Миколайович (1954—2025) — член Національної спілки журналістів України, член Національної спілки письменників України, поет, громадський діяч, автор поетичних збірок «Абетка почуттів», «З чиєїсь легкої руки», «Ще не вечір», колективних збірників поезії «Майдан. Війна», «Революція гідності», «Наше слово — меч духовний», дитячої книги «Схвильований світ», історичної поеми «РІВНЕ РІВНОправність століть», «50 легенд ПОГОРИНИ», поеми про Народного Героя України Степана Чубенка « ПЛАНЕТА Чуб СТ -16», кількох десятків авторських пісень.
Помер 1 серпня 2025 року.

## Творчість
- Поетична збірка «Абетка почуттів» (2012) https://sfera-tv.com.ua/news/rivnyani-vchili-abetku-pochuttiv-na-tvorchomu-vecheri-poeta-oleksandra-berestyanoho-10182
- Поетична збірка «З чиєїсь легкої руки» (2013) http://charivne.info/news/Rivnenskiy-poet-prezentuvav-zbirku-pochuttiv [Архівовано 10 серпня 2021 у Wayback Machine.]
- Поетична збірка «Ще не вечір» (2014) https://rivne1.tv/news/41519 [Архівовано 10 серпня 2021 у Wayback Machine.]
- Колективний збірник поезії «Майдан. Війна» (2014) http://rcnubip.org.ua/news/2018/10/12/zustrich-studentiv-z-rivnenskim-poetom-oleksandrom/ [Архівовано 10 серпня 2021 у Wayback Machine.]
- Колективний збірник поезії «Революція гідності» (2015)
- Дитяча книга «Схвильований світ» (2018) https://rvnews.rv.ua/post/view/1539720198-u-rivnomu-prezentuvav-knizhku-oleksandr-berestyaniy [Архівовано 10 серпня 2021 у Wayback Machine.]
- Історична поема «РІВНЕ РІВНОправність століть» (2021)
- «50 легенд ПОГОРИНИ» (2021)
- Поема «ПЛАНЕТА ЧУб СТ-16» (2022)
- колективний збірник поезії «Наше слово — меч духовний» (2023)